# ألمير توليا
ألمير توليا مواليد 25 أكتوبر 1974 في تراونيك، جمهورية يوغوسلافيا الاشتراكية الاتحادية، هو لاعب كرة قدم بوسني دولي سابق كان يلعب كحارس مرمى.

## المسيرة الاحترافية

### أندية لعب لها
- نادي ساراييفو
- نادي صبا قم
- نادي نساجي مازندران

## روابط خارجية
- ألمير توليا على موقع الاتحاد الدولي (مؤرشف)  (الإنجليزية)
- ألمير توليا على موقع قاعدة بيانات كرة القدم.إي يو (الإنجليزية)
- ألمير توليا على موقع ناشيونال فوتبول تيمز (الإنجليزية)